# Euphorbia panjutinii
Euphorbia panjutinii är en törelväxtart som beskrevs av Aleksandr Alfonsovitj Grossgejm. Euphorbia panjutinii ingår i släktet törlar, och familjen törelväxter. Inga underarter finns listade i Catalogue of Life.